# Majia (Pingtung)
Majia (chinesisch 瑪家鄉, Pinyin Mǎjiā Xiāng), in der Paiwan-Sprache: Makazayazaya (瑪家雑牙雑牙社), ist eine Landgemeinde im Landkreis Pingtung auf Taiwan (Republik China).

## Lage
Majia liegt im südwestlichen Abschnitt des Taiwanischen Zentralgebirges, des sich in Nord-Süd-Richtung entlang der Längsachse durch die Insel Taiwan zieht, nördlich des Dawushan (大武山)-Bergmassivs. Die Topografie der Gemeinde ist durch tief eingeschnittene Täler und meist dicht bewaldete Berge gekennzeichnet. Das Klima ist tropisch und durch den Monsun geprägt, jedoch in den höheren Berglagen deutlich kühler.
Die Nachbargemeinden sind Sandimen im Norden, Wutai im Nordosten, Taiwu im Süden, Wanluan im Südwesten und Neipu im Westen.

## Geschichte
Der Paiwan-Name ‚Makazayazaya‘ bedeutet so viel wie „Hanglage“ und charakterisiert die Wohnlage des Paiwan-Volkes, eines indigenen austronesischen Volkes Taiwans, am Westrand des Gebirges. Die relative Unabhängigkeit der Paiwan wurde erst während der japanischen Herrschaft über Taiwan beseitigt, als die japanische Kolonialverwaltung systematisch das Bergland unter ihre Kontrolle brachte. Nach der Übertragung der Insel Taiwan an die Republik China im Jahr 1945 wurde die Gemeinde ‚Majia‘ gebildet, die im Jahr 1950 Teil des neu gegründeten Landkreises Pingtung wurde.

## Bevölkerung
Nach der offiziellen Statistik gehörten Ende 2017 6516 Personen (etwa 96 %) den indigenen Völkern an. Ganz überwiegend handelte es sich um Paiwan mit einer geringen Minderheit an Rukai.

## Verwaltungsgliederung
| Iziuci Iaulauzang 三和村 Masilid 北葉村 Wakaba 涼山村 Kazangiljan 佳義村 Makazayazaya 瑪家村 Paiywan 排灣村 Paiywan 排灣村 → |

Majia ist in 6 Dörfer unterteilt (Namen in der Paiwan-Sprache, in chinesischer Schrift und Transkription).
- Masilid (北葉村, Beiye)
- Wakaba (涼山村, Liangsgan)
- Kazangiljan (佳義村, Jiaji)
- Makazayazaya (瑪家村, Majia)
- Paiywan (排灣村, Paiwan)
- Iziuci Iaulauzang (三和村, Sanhe)

## Verkehr
In Majias gibt es keine größeren Kreis- oder Provinzstraßen. Am Westrand von Majia verläuft die Kreisstraße 185 in Nord-Süd-Richtung und bildet im südlichen Abschnitt gleichzeitig die Gemeindegrenze.

## Landwirtschaftliche Produkte
Eine traditionell von den Paiwan angebaute Pflanze ist Chenopodium formosanum, in der Paiwan-Sprache Djulis genannt, aus der Pflanzengattung der Gänsefüße. Die Pflanze wächst hier in einer Höhe von mehr als 800 Metern über dem Meer innerhalb von etwa 4 Monaten zu einer Höhe von 1,5 bis 2 Metern heran. Die Ernte findet ganzjährig statt. Die Samenkörner der Pflanze werden gewonnen und sind unter verschiedenen Bezeichnungen, wie „rotes taiwanisches Quinoa“  u. a. im Handel. Weitere Produkte der lokalen Landwirtschaft sind Mango, Kampfer, Pflaumen, Taro, Kolbenhirse, Catjangbohnen, Yams, u. a. m. In neuerer Zeit wird auch Kaffee und der Chinesische Surenbaum kultiviert.

## Besonderheiten
Als sehenswert gilt die relativ unberührte tropische Natur mit zahlreichen Naturschönheiten, so z. B. dem Liangshan-Wasserfall (涼山瀑布) oder dem auf einer Höhe von 1077 Metern gelegenen Pfirsichblüten-Garten (桃花源). Im Park der taiwanischen Ureinwohner (台灣原住民族文化園區) im Dorf Beiye kann die Kultur der Paiwan und der Rukai erlebt werden.

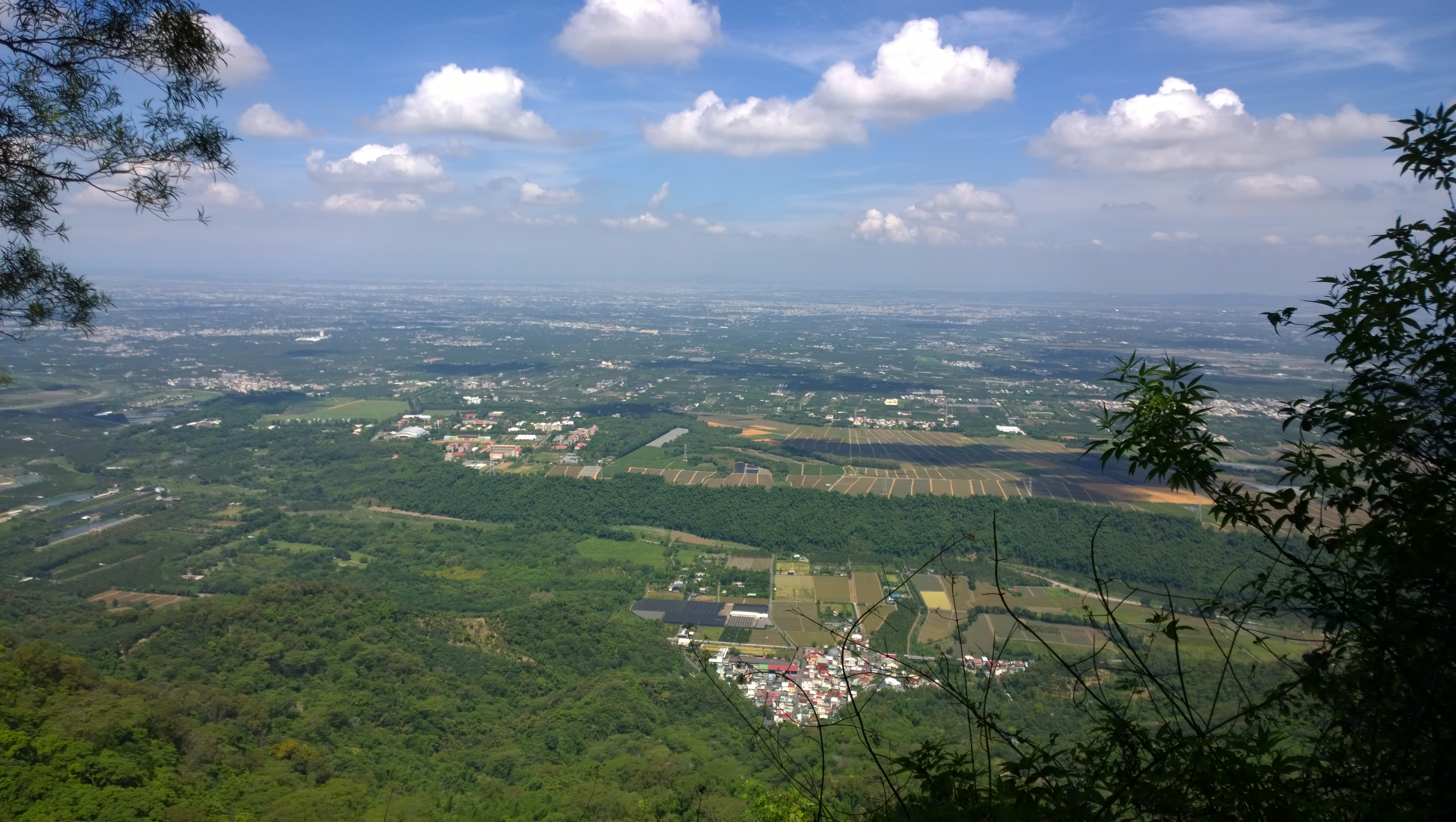
Blick von Majia nach Westen auf die Pingtung-Ebene
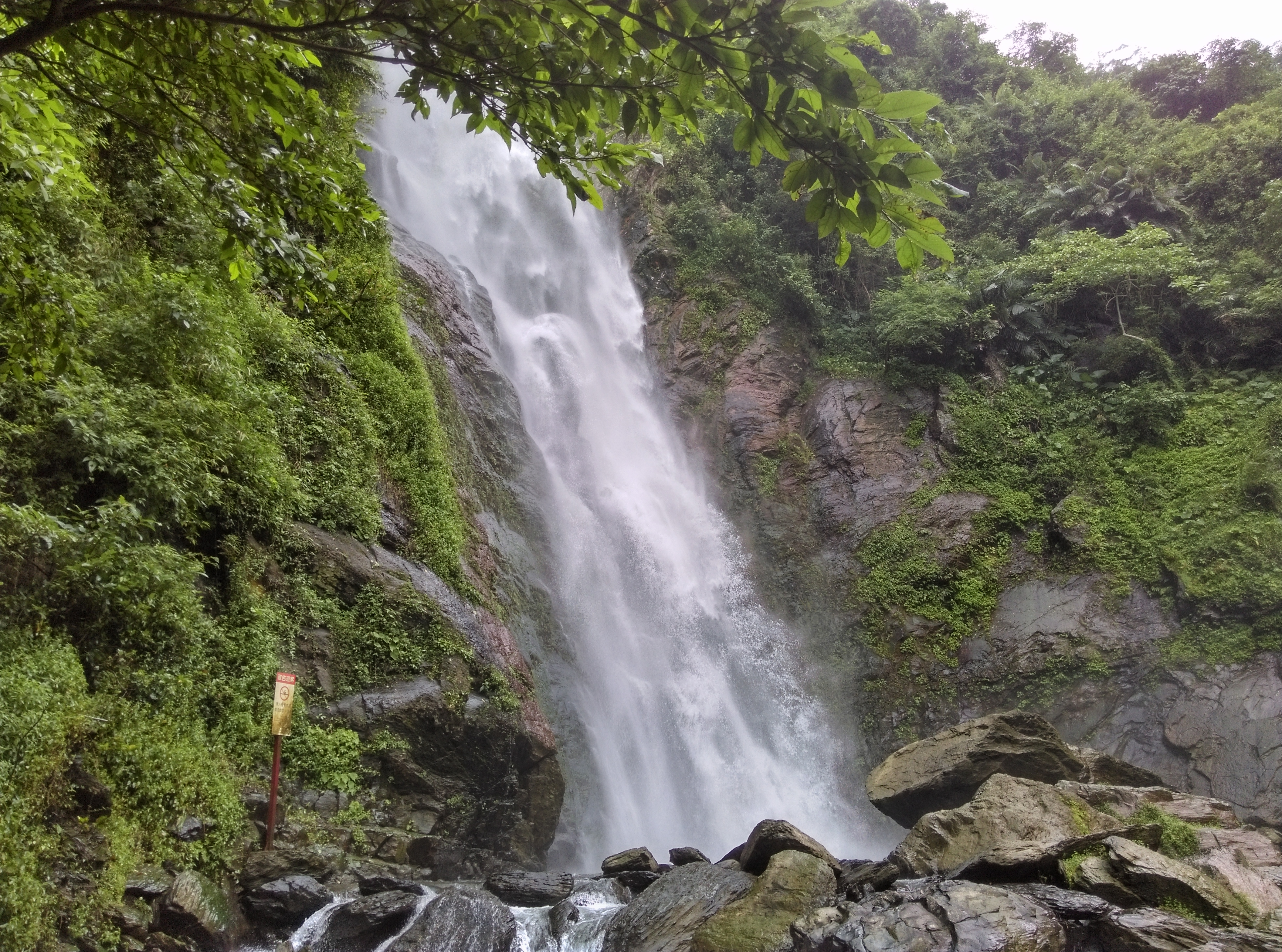
Liangshan-Wasserfall
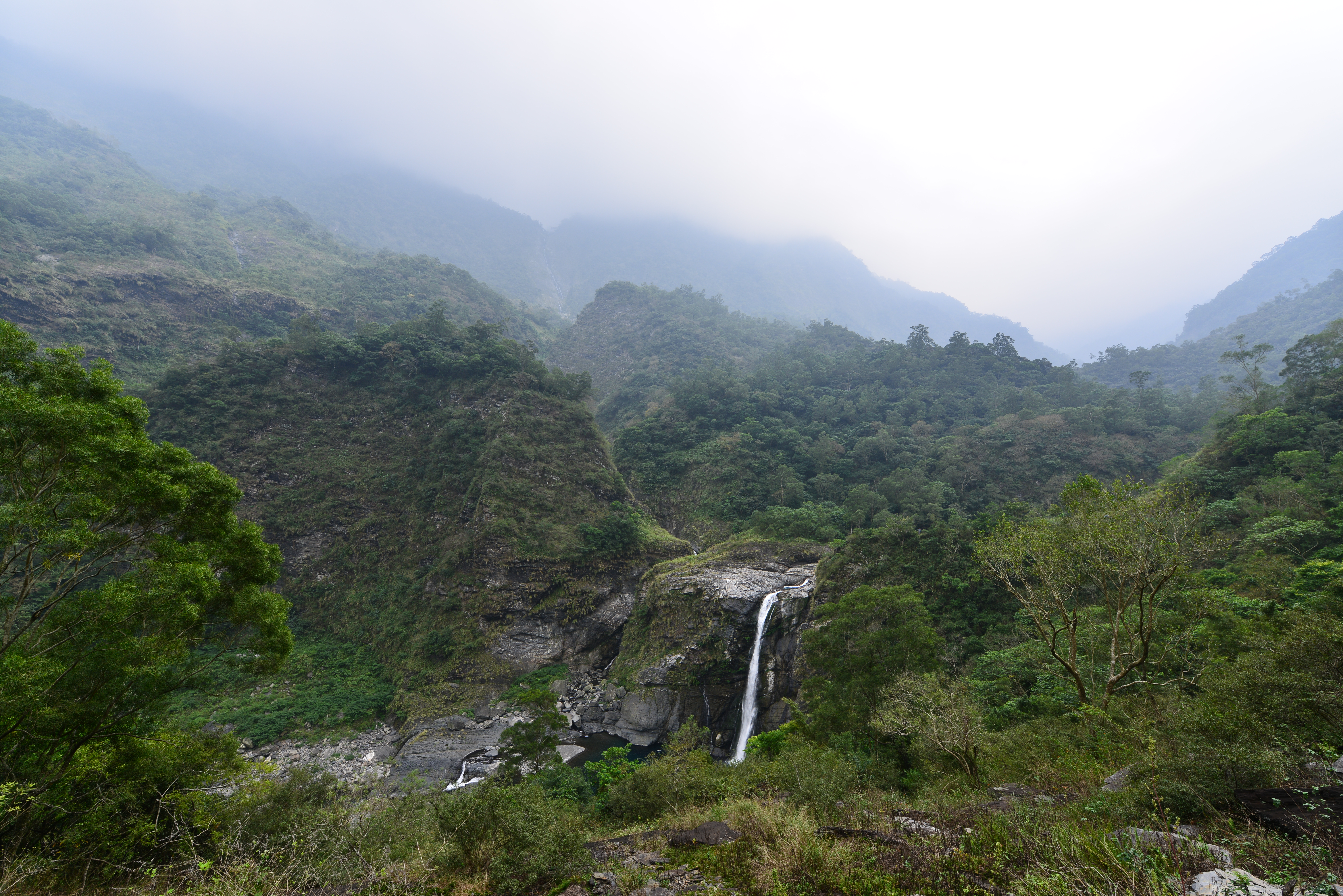
Shalawan-Wasserfall